# Sinophorus geniculatus
Sinophorus geniculatus är en stekelart som först beskrevs av Johann Ludwig Christian Gravenhorst 1829.  Sinophorus geniculatus ingår i släktet Sinophorus och familjen brokparasitsteklar. Arten är reproducerande i Sverige. Inga underarter finns listade i Catalogue of Life.